# Institut national de la recherche agronomique
L’Institut national de la recherche agronomique (INRA) était un organisme français de recherche en agronomie existant de 1946 à 2019. L'institut fusionne le 1er janvier 2020 avec l'Institut national de recherche en sciences et technologies pour l'environnement et l'agriculture (IRSTEA) pour former l'Institut national de recherche pour l'agriculture, l'alimentation et l'environnement (INRAE).
Avec le statut d’établissement public à caractère scientifique et technologique (EPST), l'INRA était sous sous la double tutelle des ministères chargés de la Recherche et de l’Agriculture.
Premier institut de recherche agronomique en Europe et deuxième dans le monde en nombre de publications en sciences agricoles et en sciences de la plante et de l'animal, l'INRA déclarait mener des recherches finalisées pour une alimentation saine et de qualité, pour une agriculture durable, et pour un environnement préservé et valorisé.

## Historique

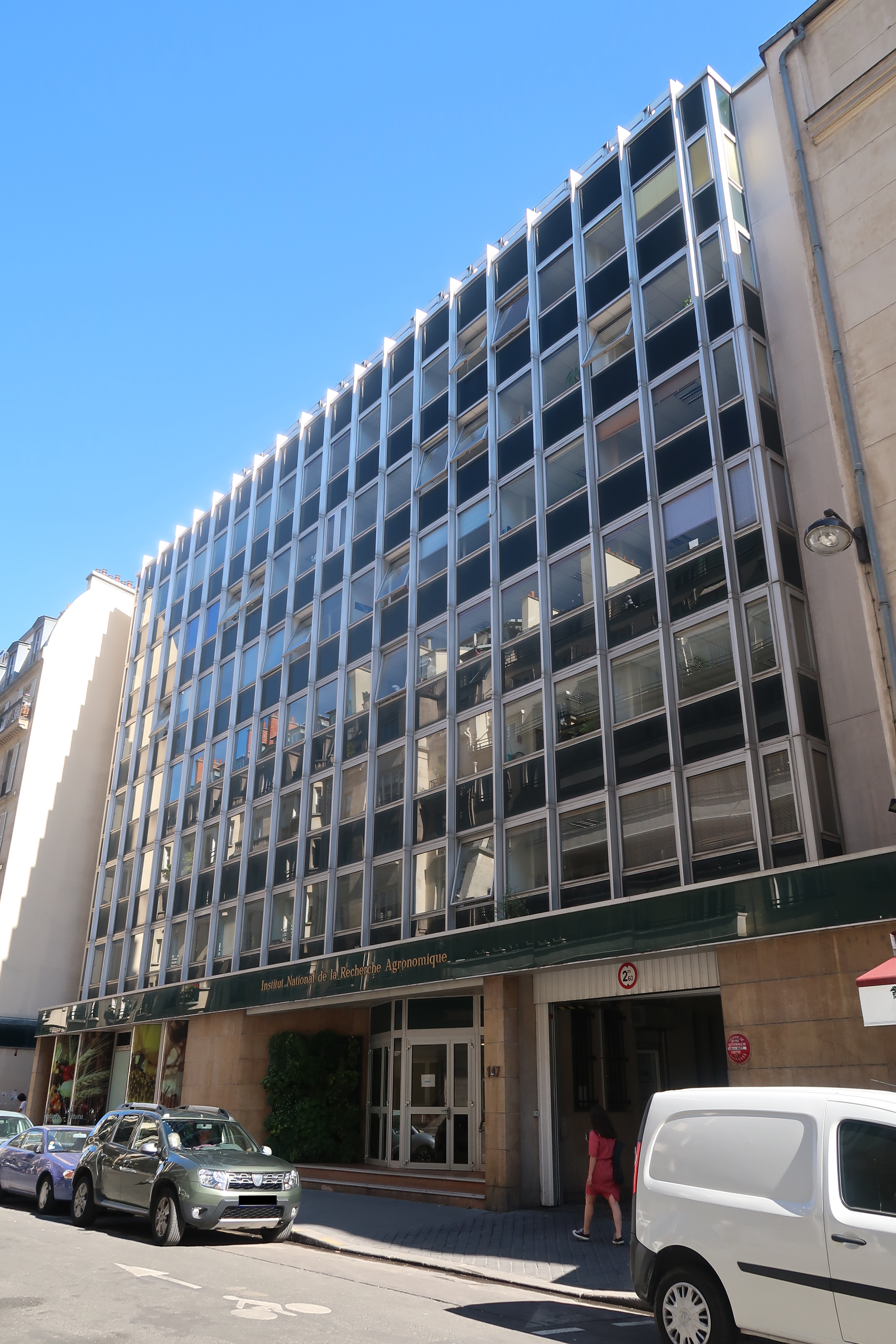
Siège de l'INRA, 147 rue de l'Université (7e arrondissement de Paris).

L'Institut national de la recherche agronomique (INRA) est créé en 1946, au lendemain de la Seconde Guerre mondiale, afin de répondre à la question « comment nourrir la France » alors que la pénurie alimentaire s'étend sur le territoire. Le rapport à l’origine de la création de l’Inra constate qu’en Allemagne, c’est « une organisation méthodique de la recherche et de l’expérience agricoles qui a permis à ce pays de développer et d’utiliser au maximum, au cours des dernières années, sa production ».
La mission assignée à l'INRA est d'associer science et technologie afin d'améliorer les techniques de l'agriculture et de l'élevage en France. L'agriculture de la France ne permet pas de subvenir aux besoins alimentaires du pays. L'agriculture en France est en retard par rapport au développement effectué dans d'autres grands pays. En 1949, l'INRA fait l'acquisition du domaine et le château de Vilvert à Jouy-en-Josas.
La production de la France est suffisante pour subvenir aux besoins de la population à la fin des années 1960. L'INRA est encouragé à se développer localement, par la création de pôles régionaux.
Après le manque, la France doit même faire face à des excédents, dès les années 1970. La France devient exportatrice de denrées alimentaires. L'INRA a alors de nouveaux objectifs, en matière de qualité des aliments, ainsi que de la valeur ajoutée. Les recherches de l'INRA s'orientent alors sur la transformation de la matière première agricole, en intégrant un point de vue qualité (recherches en microbiologie) et procédés (sciences de l'ingénierie). Des partenariats entre des PME, des PMI et l'INRA facilitent l'implantation régionale du pôle de recherche.
En 1973, alors que la France est l'un des premiers exportateurs alimentaires, la crise énergétique pousse l'INRA à vouloir développer une agriculture autonome et économe, en réponse à des interrogations liées au développement local et à l'environnement.
En février 2018, les présidents d'IRSTEA et de l'INRA sont chargés par les ministres de l'Agriculture et de la Recherche de rapprocher leurs deux instituts en un seul établissement, à l'horizon 2020 : leurs propositions sont formulées dans un rapport remis aux ministères de tutelle en octobre 2018. En mai 2019, il est annoncé que l'organisme résultant de la fusion au 1er janvier 2020 aura pour nom Institut national de recherche pour l’agriculture, l’alimentation et l’environnement (INRAE). Le décret officialisant cette fusion a été signé le 10 octobre 2019 et la fusion est effective le 1er janvier 2020.

### Identité visuelle (logo)

Logo 2006-2012.
Logo 2013-2019.

## Missions
Les recherches menées par l'INRA étaient guidées par l'évolution des questionnements scientifiques et orientées par les défis planétaires posés par l'alimentation, l'environnement et la valorisation des territoires, que l'agriculture et l'agronomie ont à relever. Changement climatique, nutrition humaine, compétition entre cultures alimentaires et non alimentaires, épuisement des ressources fossiles, équilibre dans la gestion des territoires sont autant d'enjeux qui positionnent l'agronomie comme fondatrice d'un développement harmonieux sur les plans économique, social et environnemental.
L'INRA produisait des connaissances fondamentales et construisait, grâce à elles, des innovations et des savoir-faire pour la société. Il mettait son expertise au service de la décision publique.
Les grandes missions confiées à l'INRA étaient les suivantes :
- Produire, publier et diffuser les connaissances scientifiques résultant de ses travaux de recherche et d'expertise ;
- Organiser, en l'absence de dispositions ou clauses contraires, l'accès libre aux données scientifiques et aux publications ;
- Contribuer à l'élaboration de la politique et de la stratégie nationale et européenne de recherche ;
- Apporter son concours à la formation à la recherche et par la recherche ;
- Contribuer, par la valorisation de ses compétences, de ses savoir-faire et des résultats de la recherche, à la conception d'innovations technologiques et sociales ;
- Contribuer au développement de la capacité d'expertise scientifique et d'appui aux fondations reconnues d'utilité publique et aux associations ; apporter son soutien aux politiques publiques menées pour répondre aux défis de société, notamment aux besoins économiques, sociaux et environnementaux liés au développement durable ;
- Contribuer aux débats qui portent sur la place de la science et de la technologie dans la société.

Aujourd'hui[Quand ?], les travaux de recherche de l'INRA se consacrent trois domaines, inter-dépendants, de l'ensemble des systèmes alimentaires : l'agriculture, l'alimentation et l'environnement. L'ambition des travaux de l'INRA est de développer une agriculture adaptée aux besoins nutritionnels de l'homme tout en étant compétitive et respectueuse de l'environnement: la stratégie scientifique à l'horizon 2025, #Inra2025, met en avant trois orientations de politique générale (dont l'ouverture de la science, #OpenScience) et cinq orientations thématiques :
- #Global[12] : L’ambition globale d’atteindre la sécurité alimentaire
- #3Perf[13] : Des agricultures diverses et multi-performantes
- #Climat[14] : Les systèmes agricoles et forestiers face au défi climatique
- #Food[15] : Une alimentation saine et durable
- #Biores[16] : Des bioressources aux usages complémentaires

## Enjeux de recherche

### Sols
L'INRA étudie le sol comme écosystème et comme ressource, diversifiée dans l’espace et sensible aux dégradations par les activités humaines. Les recherches analysent les fonctions agronomiques et environnementales. Elles portent prioritairement sur les matières organiques du sol, sur les échanges avec les plantes, l’eau et l’atmosphère et sur le fonctionnement des communautés vivantes du sol. L'INRA est leader européen de la recherche sur les stratégies de gestion durable des sols. Parmi les centres INRA les plus impliqués dans ces thématiques : Versailles-Grignon (matière organique, écotoxicologie), Val de Loire (gestion patrimoniale), Montpellier (symbioses), Dijon (microbiologie des sols, centre de ressources), etc.

### Changement climatique
Face à la survenue progressive d’un changement climatique de la planète, l'INRA s’est intéressé particulièrement à l’impact de l’agriculture dans ce processus. Les recherches visaient à développer une vision globale et prospective du phénomène et à proposer des solutions pour mieux le maîtriser. Elles étaient destinées à permettre l’adaptation des pratiques au changement climatique et à savoir anticiper les nouvelles contraintes.

### Carbone renouvelable
Le développement des recherches sur les agrocarburants, les bioproduits et les biomolécules répond à un triple enjeu : proposer des alternatives au pétrole, diminuer les émissions de gaz à effet de serre et diversifier les débouchés agricoles. L'INRA mène des études systémiques et multicritères (techniques, économiques, environnementaux et sociaux) avec, comme thématiques prioritaires : la lignocellulose pour les agrocarburants, la chimie verte et les fibres pour les biomatériaux.

### Systèmes agricoles à haute performance environnementale
Les objectifs de développement durable exprimés par la société rendent nécessaire la conception de systèmes de culture et d’élevage innovants. Les recherches de l'INRA visaient à élaborer de nouvelles manières de produire, d’organiser la production et de gérer l’espace agricole, à différentes échelles, pour concilier compétitivité, qualité des produits, équité sociale et respect de l’environnement, en intégrant chacun de ces paramètres à chaque étape des recherches conduites.

### Eau
L’agriculture est la principale utilisatrice des ressources en eau douce au niveau mondial. Les recherches sur l’eau menées par l'INRA ont pour objectif d’élaborer des systèmes de production agricole innovants, de la parcelle au bassin versant, permettant de préserver, d’une part, la quantité et la qualité de la ressource et, d’autre part, les écosystèmes aquatiques.

### Biodiversité
La biodiversité est aujourd’hui largement reconnue comme un processus dynamique, influencé par les interventions humaines. Ainsi l’agriculture modèle une large partie de notre territoire et le croisement des regards entre écologie et agronomie est riche d’enseignements. L’expertise scientifique collective « agriculture et biodiversité » conduite par l'INRA a mis en lumière les acquis de la science concernant l’impact de l’agriculture sur la biodiversité des espaces naturels, et les services que celle-ci peut rendre à l’agriculture. Elle montre aussi combien le fonctionnement des agro-écosystèmes reste pour une large part à découvrir. Décrire et comprendre la biodiversité à différents niveaux — gènes, espèces, écosystèmes, paysages — ainsi que les interactions entre ces niveaux et les pratiques agricoles, font partie des ambitions de l'institut.

### Alimentation et nutrition humaine
Le paysage de l’alimentation humaine a considérablement évolué dans les pays développés au cours des dernières décennies. Il existe dans le monde un contraste important entre les situations de dénutrition et les maladies nutritionnelles dites de surcharge. L'INRA joue un rôle de premier plan dans ce domaine, notamment celui de producteur de connaissances scientifiques et d’animateur de la recherche institutionnelle. Les travaux de recherche, menés au sein de l'INRA, dans le domaine de l’alimentation abordent la thématique avec trois regards : celui du goût, du plaisir et du comportement, celui de la santé et du bien-être et enfin, celui de la sécurité.

### Biotechnologies végétales
Les biotechnologies sont aujourd’hui[Quand ?] un outil, aussi indispensable que répandu, des laboratoires de biologie et génétique végétale pour acquérir des connaissances sur le fonctionnement des plantes et les interactions plante-environnement. Elles sont porteuses d’innovations variées, potentiellement utiles et nécessaires pour relever les défis actuels et futurs de l’agriculture, voire d’autres secteurs tels la santé ou l’environnement. Faire en sorte que leur développement soit maîtrisé et contribue à la diversification, la durabilité et la compétitivité de l’agriculture nécessite que les recherches en abordent toutes les facettes, y compris les impacts éventuels des Organismes génétiquement modifiés (OGM) lorsque ceux-ci sont susceptibles d’être cultivés en champ et intégrés dans la chaîne alimentaire. Les multiples approches mises en œuvre doivent être pluridisciplinaires et, notamment, permettre d’évaluer et comparer les bénéfices, les impacts et les risques des systèmes de production intégrant ou non des cultures OGM[réf. nécessaire].
L'INRA est notamment à l'origine de plusieurs avancées majeures dans le domaine des biotechnologies végétales depuis sa création. L'institut est le premier à avoir procédé à la multiplication végétative in vitro d'orchidée en 1960. En 2007, il a mis au point une enzyme permettant de repérer les mutations dans un gène donné, grâce à la méthode de Tilling, ou encore il a été le premier au monde à utiliser le mécanisme de reproduction clonale par graines en 2011.
Plus récemment[Quand ?], l'INRA a développé par génétique « classique » des variétés de vignes résistantes aux maladies comme le mildiou ou l'oïdium, permettant aux viticulteurs de réduire voire arrêter l'utilisation de produits phytosanitaires.

### Maladies émergentes
Les maladies infectieuses animales représentent une menace majeure pour l’homme. Les recherches de l'INRA, dans ce domaine, ont pour objectif de décrypter les relations épidémiologiques entre le monde animal, ou végétal, et l’homme. Pour l'INRA, il est essentiel de développer une approche interactive de ces différents domaines et de les coordonner avec l’observation, l’expérimentation et la pratique clinique. La modélisation permet, en outre, aux chercheurs d’intégrer les multiples données épidémiologiques pour évaluer le risque d’émergence ou de propagation des épidémies.

## Organisation
En 2015, les effectifs permanents de l'institut étaient de 8 165 agents titulaires dont 1 815 chercheurs dans le domaine des sciences du vivant, des sciences de la matière et des sciences humaines, 2 546 ingénieurs, 3 553 techniciens et administratifs. Par ailleurs, la même année 522 doctorants étaient rémunérés et 2 616 stagiaires accueillis par l'institut.
Les recherches de l'INRA s’articulaient autour de différentes thématiques réparties au sein de 13 départements scientifiques :
- Environnement et agronomie
- Écologie forestière, prairies et milieux aquatiques (avec des unités de recherche forestière basées à Nancy, Bordeaux, Montpellier, Orléans, Avignon, Antibes et Kourou en Guyane[21])
- Alimentation humaine
- Biologie et amélioration des plantes
- Caractérisation et élaboration des produits issus de l’agriculture
- Génétique animale[22]
- Mathématiques et informatique appliquées
- Microbiologie et chaîne alimentaire
- Physiologie animale et systèmes d’élevage
- Santé animale
- Santé des plantes et environnement
- Sciences pour l’action et le développement
- Sciences sociales, agriculture et alimentation, espace et environnement

L'INRA mettait en œuvre des dispositifs originaux et des bases de données ouverts à la communauté scientifique : observatoires de recherche en environnement, centres de ressources génétiques, plateformes expérimentales, etc[réf. nécessaire].

### Directeurs
- 1946-1948 : Charles Crépin
- 1948-1956 : Raymond Braconnier

### Directeurs généraux
- 1956-1963 : Henri Ferru
- 1963-1972 : Jean Bustarret (d)
- 1972-1974 : Jean-Michel Soupault (d)
- 1975-1978 : Raymond Février
- 1978-1980 : Jacques Poly

### Présidents du conseil d’administration et directeurs généraux (PDG)
- 1980-1989 : Jacques Poly
- 1989-1991 : Pierre Douzou
- 1991-1999 : Guy Paillotin
- 1999-2003 : Bertrand Hervieu
- 2004-2012 : Marion Guillou
- 2012-2016 : François Houllier
- 2016-2019 : Philippe Mauguin[23]

## Implantation sur le territoire

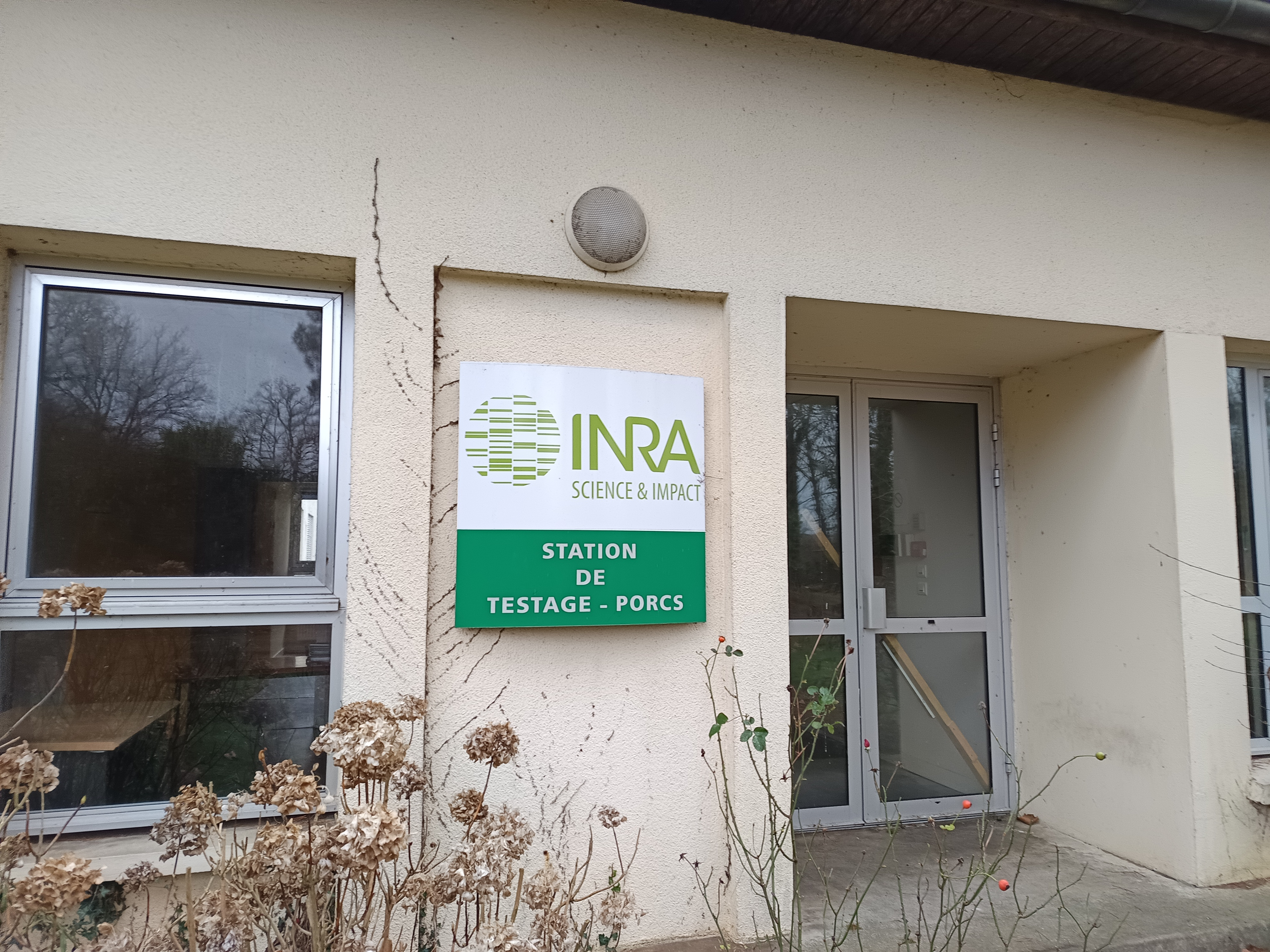
INRA du Rheu, station de testage du porc

En 2014, l'INRA dispose de 17 centres régionaux, implantés dans plus de 150 sites en métropole et outre-mer. Le nombre de centre régionaux diminue depuis quelques années à la suite de fusions de centres : 21 centres en 2008, 20 en 2009, 19 en 2010.
L'INRA entretient des partenariats scientifiques avec les grands instituts de recherche scientifique dans le monde, les universités, l'enseignement agronomique et vétérinaire, et s'engage dans la construction de l'espace européen de la recherche. L’institut développe de multiples collaborations et échanges avec la communauté scientifique internationale dans de nombreux pays en Europe, en Amérique et en Asie.

## Magazines

### INRA Magazine
De juin 2007 à décembre 2012, l'INRA a publié 23 numéros de sa revue trimestrielle, INRA magazine. L'arrêt de cette parution vise à « consacrer [les] forces éditoriales au nouveau site Internet ».

### Le Courrier de l'Environnement
De 1986 à 2016, l'INRA a publié 66 numéros de la revue Le Courrier de l'Environnement et 34 numéros des Dossiers de l'Environnement, recueillant des articles sur la question environnementale, selon une charte éditoriale très libre et indépendante : il ne porte pas la voix officielle de l'INRA. Le Courrier et les Dossiers étaient distribués gratuitement à tous ceux qui le souhaitaient. En 2017, le Courrier de l'Environnement est devenu Sesame.

### Sesame
La revue Sesame, produite par la mission Agrobiosciences-INRA qui organise aussi les Controverses européennes de Bergerac (anciennement Controverses de Marciac), reprend l'esprit et l'indépendance éditoriale du Courrier de l'Environnement. Pour consolider cette posture, la revue Sesame se dote d'un comité éditorial ouvert. Elle valorise la complémentarité entre les supports papier et web.

## Lauriers de l'INRA
Créés en 2006, les « Lauriers de l'INRA » récompensent le parcours professionnel de personnels qui se sont illustrés dans les divers domaines de la recherche agronomique : chercheurs confirmés, jeunes talents et ingénieurs ou techniciens exerçant des fonctions d'appui à la recherche. Depuis la 10e édition, en 2015, les Lauriers s'organisent en six catégories dont le Laurier de la Recherche agronomique qui illustre un chercheur pour l'ensemble de sa carrière, et le Laurier de l'Innovation qui distingue une équipe dont les résultats ont eu un impact remarquable.
Les Lauriers de la Recherche agronomique ont été attribués successivement :
- en 2006, à Georges Pelletier, directeur de recherche en génétique végétale à l'INRA
- en 2007, à Jean Dénarié, directeur de recherche au Laboratoire des interactions plantes-micro-organismes (INRA/CNRS)
- en 2008, à Dusko Ehrlich, directeur de recherche à l’Unité de recherche de génétique microbienne du centre INRA de Jouy-en-Josas, département « Microbiologie et chaîne alimentaire »
- en 2009, à Michel Moreaux, professeur de sciences économiques et ancien directeur du Laboratoire d'économie des ressources naturelles du centre INRA de Toulouse[32]
- en 2010, à Jean-Paul Renard, directeur de recherche au laboratoire de Biologie du développement et de la reproduction (Unité mixte de recherche de l'INRA et de l’École vétérinaire d’Alfort)[33]
- en 2011, à Antoine Kremer (it), directeur de recherche à l'unité BioGeCo de Bordeaux[34]
- en 2012, à Francis Martin, directeur de recherche à l'Unité Interactions arbres/micro-organismes de Nancy[35]
- en 2013, à Jean Fioramonti, directeur de recherche à l'Unité Toxicologie Alimentaire de Toulouse[36]
- en 2014, à Francois Tardieu, directeur de recherche en écophysiologie à l'INRA de Montpellier[37]
- en 2015, à Jan Traas, Directeur du laboratoire Reproduction et développement des plantes à Lyon[38]
- en 2017, à Nathalie Gontard, directrice de recherche en bioplastique au centre de l'INRA de Montpellier
- en 2018, à Isabelle Oswald, directrice de recherche en toxicologie au centre INRA de Toulouse
- en 2019, à Claire Chenu, professeure en sciences du sol à AgroParisTech

## Éditions Quæ
À partir du 1er juillet 2006, l'INRA hébergeait le siège de la maison d’édition Quae, constituée sous la forme d’un groupement d'intérêt économique (GIE). Elle produit et diffuse les titres issus des recherches de l'INRA, du Centre de coopération internationale en recherche agronomique pour le développement (Cirad), de l'Institut national de recherche en sciences et technologies pour l'environnement et l'agriculture (IRSTEA, ex-Cemagref) et de l’Institut français de recherche pour l'exploitation de la mer (Ifremer). Elle compte un millier de titres à son catalogue.

## Activité de lobbying

### Auprès de l'Assemblée nationale
L'INRA était inscrit comme représentant d'intérêts auprès de l'Assemblée nationale. Il déclarait à ce titre en 2014 que les coûts annuels liés aux activités directes de représentation d'intérêts auprès du Parlement étaient inférieurs à 10 000 euros.

### Auprès des institutions de l'Union européenne
L'INRA était inscrit depuis 2013 au registre de transparence des représentants d'intérêts auprès de la Commission européenne. Il déclarait en 2015 pour cette activité dix collaborateurs à temps plein et des dépenses d'un montant inférieur à 10 000 euros.

## Critiques
Dans son ouvrage paru en 2016 Le Ménage des champs, le scientifique devenu éleveur Xavier Noulhianne critique de façon détaillée l'action de l'INRA. Il examine en particulier la méthode de sélection appliquée à l'élevage par cet institut. Il avance que le but n'est ni le bien être des animaux ni l'approvisionnement de la population mais bien l'industrialisation de l'agriculture comme client de l'industrie secondaire de transformation. L'État français a souhaité en effet donner un rôle monopolistique à l'INRA dans les informations génétiques rendues obligatoires pour la sélection du bétail. L'État visant à travers l'INRA à se substituer par les règlements aux éleveurs qui ne disposeraient plus des libertés nécessaires pour effectuer leur travail en intelligence avec leur troupeau et leur milieu.